# Berglauf-Weltmeisterschaften 2006
Die 22. Berglauf-Weltmeisterschaften fanden am 10. September 2006 in der türkischen Provinz Bursa statt.

## Teilnehmer
Sportler aus folgenden 36 Ländern nahmen an den Weltmeisterschaften teil:
| - Armenien - Australien - Belgien - Deutschland - Ecuador - England - Eritrea - Frankreich - Griechenland - Irland - Israel - Italien - Kanada - Kolumbien - Litauen - Nordmazedonien - Mexiko - Monaco | - Neuseeland - Nordirland - Norwegen - Österreich - Polen - Portugal - Russland - Schottland - Schweiz - Slowakei - Slowenien - Tschechien - Türkei - Ukraine - Venezuela - Vereinigte Staaten - Wales - Belarus |

## Senior
Alle Sportler, die am 31. Dezember 2006 mindestens 18 Jahre alt waren, waren zur Teilnahme an den Senior-Wettkämpfen berechtigt.

### Männer

#### Einzelwertung
| Platz | Land       | Sportler       | Zeit      |
| ----- | ---------- | -------------- | --------- |
| 1     | Kolumbien  | Rolando Ortiz  | 56:16 min |
| 2     | Neuseeland | Jonathan Wyatt | 56:22 min |
| 3     | Eritrea    | Tesfay Felfele | 56:39 min |

Länge der Strecke: 12,0 km

Anstieg der Strecke: 1275 m

Teilnehmerzahl: 151 Läufer

#### Gruppenwertung
| Platz | Land    | Relevante Sportler                                                        | Punkte |
| ----- | ------- | ------------------------------------------------------------------------- | ------ |
| 1     | Eritrea | 3. Tesfay Felfele 8. Maekele Tadese 9. Fkre Andebrhan 17. Mehari Ahferom  | 37     |
| 2     | Italien | 5. Marco De Gasperi 6. Marco Gaiardo 15. Gabriele Abate 18. Davide Chicco | 44     |
| 3     | Türkei  | 4. Selçuk Selahattin 7. Ahmet Arslan 14. Mehmet Münir Cura 37. Nihat Kaya | 62     |

Länge der Strecke: 12,0 km

Anstieg der Strecke: 1275 m

Teilnehmerzahl: 26 Gruppen

### Frauen

#### Einzelwertung
| Platz | Land | Sportlerin       | Zeit      |
| ----- | ---- | ---------------- | --------- |
| 1     | AUT  | Andrea Mayr      | 47:11 min |
| 2     | SUI  | Martina Strähl   | 47:29 min |
| 3     | FRA  | Isabelle Guillot | 47:43 min |

Länge der Strecke: 8,4 km

Anstieg der Strecke: 895 m

Teilnehmerzahl: 84 Läuferinnen

#### Gruppenwertung
| Platz | Land    | Relevante Sportlerinnen                                              | Punkte |
| ----- | ------- | -------------------------------------------------------------------- | ------ |
| 1     | USA     | 9. Nicole Hunt 10. Rachael Dobbs 16. Christine Lundy                 | 35     |
| 2     | CZE     | 7. Anna Pichrtová 13. Irena Šádková 17. Iva Milesová                 | 37     |
| 3     | Italien | 5. Vittoria Salvini 12. Maria Grazia Roberti 22. Monica Morstofolini | 39     |

Länge der Strecke: 8,4 km

Anstieg der Strecke: 895 m

Teilnehmerzahl: 19 Gruppen

## Junior
Alle Sportler, die am 31. Dezember 2006 zwischen 16 und 19 Jahre alt waren, waren zur Teilnahme an den Junior-Wettkämpfen berechtigt.

### Männer

#### Einzelwertung
| Platz | Land    | Sportler           | Zeit      |
| ----- | ------- | ------------------ | --------- |
| 1     | Eritrea | Ermias Mehrteab    | 41:20 min |
| 2     | Eritrea | Kiflom Sium        | 41:54 min |
| 3     | Mexiko  | Juan Carlos Carera | 43:13 min |

Länge der Strecke: 8,4 km

Anstieg der Strecke: 895 m

Teilnehmerzahl: 76 Läufer

#### Gruppenwertung
| Platz | Land    | Relevante Sportler                                              | Punkte |
| ----- | ------- | --------------------------------------------------------------- | ------ |
| 1     | Eritrea | 1. Ermias Mehreteab 2. Kiflom Sium 6. Debesay Tsige Behlbi      | 9      |
| 2     | Türkei  | 4. Ercan Muslu 5. Selmani Abiş 7. Mahmut Oruçlu                 | 16     |
| 3     | Italien | 10. Alessandro Martino 14. Mattia Scrimaglia 16. Nicolò Roppolo | 40     |

Länge der Strecke: 8,4 km

Anstieg der Strecke: 895 m

Teilnehmerzahl: 17 Gruppen

### Frauen

#### Einzelwertung
| Platz | Land     | Sportlerin        | Zeit  |
| ----- | -------- | ----------------- | ----- |
| 1     | Slowakei | Katarína Bérešová | 21:08 |
| 2     | Russland | Natalja Leontewa  | 22:45 |
| 3     | Russland | Schanna Wokuewa   | 22:50 |

Länge der Strecke: 3,4 km

Anstieg der Strecke: 395 m

Teilnehmerzahl: 48 Läuferinnen

#### Gruppenwertung
| Platz | Land     | Relevante Sportlerinnen                    | Punkte |
| ----- | -------- | ------------------------------------------ | ------ |
| 1     | Russland | 2. Natalja Leontewa 3. Schanna Wokuewa     | 5      |
| 2     | Slowakei | 1. Katarína Bérešová 7. Barbora Suchánková | 8      |
| 3     | Türkei   | 6. Esra Güllü 9. Dilek Çimenkaya           | 15     |

Länge der Strecke: 3,4 km

Anstieg der Strecke: 395 m

Teilnehmerzahl: 17 Gruppen

## Medaillenspiegel
| Platz | Land               | Gold | Silber | Bronze | Gesamt |
| ----- | ------------------ | ---- | ------ | ------ | ------ |
| 1     | Eritrea            | 3    | 1      | 1      | 5      |
| 2     | Russland           | 1    | 1      | 1      | 3      |
| 3     | Slowakei           | 1    | 1      | –      | 2      |
| 4     | Kolumbien          | 1    | –      | –      | 1      |
|       | Österreich         | 1    | –      | –      | 1      |
|       | Vereinigte Staaten | 1    | –      | –      | 1      |
| 7     | Italien            | –    | 1      | 2      | 3      |
|       | Türkei             | –    | 1      | 2      | 3      |
| 9     | Schweiz            | –    | 1      | –      | 1      |
|       | Neuseeland         | –    | 1      | –      | 1      |
|       | Tschechien         | –    | 1      | –      | 1      |
| 12    | Frankreich         | –    | –      | 1      | 1      |
|       | Mexiko             | –    | –      | 1      | 1      |